# Американские протеи
Американские протеи (лат. Necturus) — род неотенических хвостатых амфибий семейства протеев (Proteidae). В роде пять видов. Ведут исключительно водный образ жизни. Активность ночная.

## Описание

### Внешний вид
Длина тела достигает у разных видов от 16 до 43 см. У взрослых животных есть по три пары ярко-красных перистых жабр.

### Распространение и среда обитания
Населяют восточные районы Северной Америки. Обитают в чистых озёрах с песчаным дном и богатой растительностью.

### Питание
Основной корм — водные беспозвоночные, изредка поедают мелких рыб и головастиков.

### Размножение и развитие
Брачный период обычно в сентябре—ноябре, но также и в зимние и весенние месяцы. Самец откладывает сперматофор, а самка захватывает его губами клоаки, таким образом, происходит внутреннее оплодотворение. В мае—июне самка откладывает несколько десятков яиц и охраняет кладку. Диаметр яйца 5—6 мм. Время развития яиц зависит от температуры (от 38 до 63 суток). Размер личинки 22—23 мм. Половой зрелости достигают на пятом году жизни.

## Американские протеи и человек
Ряд видов в США находится под охраной.